# 핌즐러
핌즐러 언어 프로그램(Pimsleur Language Programs, /ˈpɪmzlər/)은 핌즐러 방식을 기반으로 과정을 개발하고 출판하는 미국의 언어 학습 회사이다. 출판사 사이먼 & 슈스터의 사업부이다. 핌즐러는 영어를 인터페이스 언어로 하는 50개 언어에 대한 과정과 14개 ESL 과정을 제공한다.

## 언어
핌즐러 언어 프로그램은 영어를 제외한 50개 언어에 대한 코스를 제공한다. 14개 ESL 코스가 제공된다.
| 언어                    | 제공되는 레벨 | 총 수업 수 | 가장 최근의 발행일 | 이전에 제공된 "플러스" 레벨 | 참고               |
| ----------------------- | ------------- | ---------- | ------------------ | --------------------------- | ------------------ |
| 프랑스어                | 5             | 150        |                    | 예                          | 프리미엄 이용 가능 |
| 스페인어(라틴 아메리카) | 5             | 150        |                    | 예                          | 프리미엄 가능      |
| 독일어                  | 5             | 150        |                    | 예                          | 프리미엄 가능      |
| 알바니아어              | 1             | 10         |                    |                             | 기본 과정          |
| 크로아티아어            | 1             | 30         |                    |                             | 프리미엄 가능      |
| 아랍어(동부)            | 3             | 90         |                    |                             | 프리미엄 가능      |
| 아랍어(이집트)          | 1             | 30         |                    |                             | 프리미엄 가능      |
| 아랍어(현대 표준)       | 3             | 90         |                    |                             | 프리미엄 가능      |
| 아르메니아어(동부)      | 1             | 10         |                    |                             |                    |
| 아르메니아어(서부)      | 1             | 10         |                    |                             |                    |
| 중국어(광둥어)          | 1             | 30         |                    |                             |                    |
| 중국어(만다린)          | 5             | 150        |                    |                             | 프리미엄 이용 가능 |
| 체코어                  | 1             | 30         |                    |                             | 프리미엄 이용 가능 |
| 덴마크어                | 1             | 30         |                    |                             | 프리미엄 이용 가능 |
| 다리어                  | 2             | 60         |                    |                             | 프리미엄 이용 가능 |
| 네덜란드어              | 1             | 30         |                    |                             | 프리미엄 이용 가능 |
| 페르시아어              | 2             | 60         |                    |                             | 프리미엄 이용 가능 |
| 핀란드어                | 1             | 30         |                    |                             | 프리미엄 이용 가능 |
| 그리스어                | 2             | 60         |                    |                             | 프리미엄 이용 가능 |
| 아이티 크리올어         | 1             | 30         |                    |                             | 프리미엄 이용 가능 |
| 히브리어                | 3             | 90         |                    |                             | 프리미엄 이용 가능 |
| 힌디어                  | 2             | 60         |                    |                             | 프리미엄 이용 가능 |
| 헝가리어                | 1             | 30         |                    |                             | 프리미엄 이용 가능 |
| 아이슬란드어            | 1             | 30         |                    |                             | 프리미엄 이용 가능 |
| 인도네시아어            | 1             | 30         |                    |                             |                    |
| 아일랜드어              | 1             | 10         |                    |                             |                    |
| 이탈리아어              | 5             | 150        |                    |                             | 프리미엄 이용 가능 |
| 일본어                  | 5             | 150        |                    |                             | 프리미엄 이용 가능 |
| 한국어                  | 5             | 150        |                    |                             | 프리미엄 이용 가능 |
| 리투아니아어            | 1             | 30         |                    |                             |                    |
| 노르웨이어              | 2             | 60         |                    |                             | 프리미엄 이용 가능 |
| 오지브웨어              | 1             | 30         |                    |                             |                    |
| 파슈토어                | 2             | 60         |                    |                             |                    |
| 폴란드어                | 1             | 30         |                    |                             | 프리미엄 이용 가능 |
| 브라질 포르투갈어       | 5             | 150        |                    |                             | 프리미엄 이용 가능 |
| 유럽 포르투갈어         | 2             | 60         |                    |                             | 프리미엄 이용 가능 |
| 펀자브어                | 1             | 30         |                    |                             |                    |
| 루마니아어              | 1             | 30         |                    |                             | 프리미엄 이용 가능 |
| 러시아어                | 5             | 150        |                    |                             | 프리미엄 가능      |
| 유럽 스페인어           | 5             | 150        |                    |                             | 프리미엄 가능      |
| 스와힐리어              | 1             | 30         |                    |                             | 프리미엄 가능      |
| 스웨덴어                | 1             | 30         |                    |                             | 프리미엄 가능      |
| 스위스 독일어           | 1             | 10         |                    |                             |                    |
| 타갈로그어              | 2             | 60         |                    |                             | 프리미엄 가능      |
| 태국어                  | 1             | 30         |                    |                             |                    |
| 터키어                  | 1             | 30         |                    |                             | 프리미엄 이용 가능 |
| 트위어                  | 1             | 10         |                    |                             |                    |
| 우크라이나어            | 1             | 30         |                    |                             | 프리미엄 이용 가능 |
| 우르두어                | 1             | 30         |                    |                             |                    |
| 베트남어                | 1             | 30         |                    |                             | 프리미엄 이용 가능 |

핌즐러는 또한 스페인어, 중국어, 러시아어, 포르투갈어, 이탈리아어, 아랍어, 프랑스어, 베트남어, 페르시아어, 한국어, 광둥어 중국어, 아이티어, 독일어, 힌디어로 제2언어 또는 외국어로서의 영어(ESL)를 가르친다.

## 같이 보기
- 언어 자율 학습 프로그램 목록
- 페르시아어
- 망고 언어
- 아르메니아어
- 스페인어